# Xã Rockefeller, Quận Northumberland, Pennsylvania
Xã Rockefeller (tiếng Anh: Rockefeller Township) là một xã thuộc quận Northumberland, tiểu bang Pennsylvania, Hoa Kỳ. Năm 2010, dân số của xã này là 2.273 người.